# Bilu

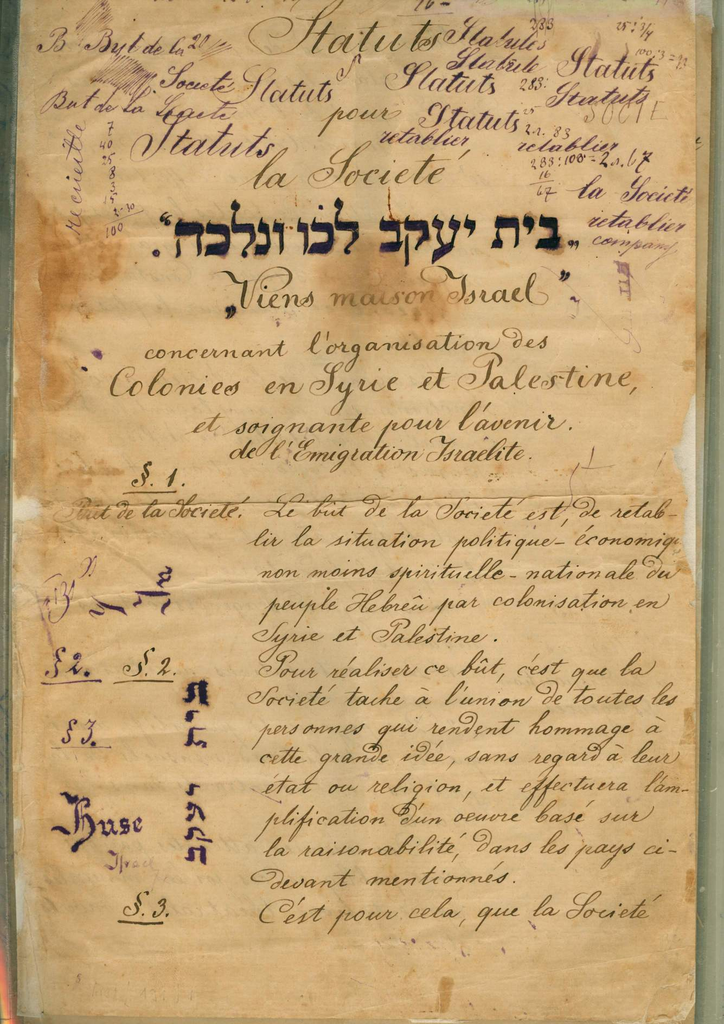
Rękopis ze spisanymi zasadami ruchu Bilu, spisany w 1882 roku

Bilu (hebr. ביל"ו) – żydowski ruch powstały w Imperium Rosyjskim w 1882 roku. Celem podejmowanych działań było wspieranie żydowskiej imigracji do Ziemi Izraela, będącej wówczas pod panowaniem Imperium Osmańskiego. Ruch jest uważany za prekursora i budowniczego podstaw współczesnego Syjonizmu. Jego członkowie byli nazywani Bilu'im.

## Historia
Warunki życia Żydów w Imperium Rosyjskim pod koniec XIX wieku były bardzo trudne. Rosyjskie władze sterowały tamtejszym antysemityzmem, wykorzystując go dla własnych politycznych celów. W 1881 roku w południowej części Rosji doszło do serii pogromów ludności żydowskiej. Jako pretekst władze carskie wykorzystały zamach Woli Ludu na cara Aleksandra II. W ramach odwetowych represji ustanowiono w 1882 roku tzw. prawa majowe, pozbawiające Żydów własności wiejskiej i zamykające ich w gettach. Prawa majowe zostały tak przygotowane, „aby jedna trzecia Żydów udała się na emigrację, jedna trzecia przyjęła chrzest, a jedna trzecia umarła z głodu”. W istniejącej od 1791 roku strefie osiedlenia mogli pozostać jedynie bogaci Żydzi. Wprowadzono także dodatkowe ograniczenia, zakazując Żydom mieszkania na wsi i w małych miejscowościach liczących mniej niż 500 mieszkańców. Bezpośrednim następstwem tych ustaw było wypędzenie tysięcy Żydów z wiosek i małych miejscowości, w których ich rodziny mieszkały od pokoleń. Dodatkowe ograniczenia zamykały im drogę normalnego kształcenia i poprzez zakazy wykonywania licznych zawodów uniemożliwiały drogę kariery. Rząd prowadził także zaciąg młodych Żydów do armii carskiej. Przy czym wielkość żydowskiego zaciągu była nieproporcjonalnie wyższa od pozostałej części populacji. Żydowscy żołnierze cierpieli na skutek dyskryminacji – byli zmuszeni opuścić strefę osiedlenia i służyć w jednostkach wojskowych rozlokowanych bardzo daleko od swoich domów, często na Dalekim Wschodzie. Inna ustawa umożliwiła deportację żydowskich rodzin pod nieobecność ich żywiciela. Podczas wojny rosyjsko-japońskiej (1904–1905) deportowano w ten sposób wiele rodzin żydowskich żołnierzy. Początek XX wieku był kulminacją prześladowania ludności żydowskiej w Rosji. W latach 1903–1906 przez rosyjskie miasta przetoczyła się fala pogromów – łącznie 166 aktów – dokonywanych na Żydach, których fałszywie oskarżono o udział w zabójstwie. Wiele pogromów mogło być inspirowanych przez carską tajną policję Ochranę, która prowadziła planowe prowokacje antyżydowskie (Protokoły mędrców Syjonu). Te krwawe zajścia trwały w Rosji aż do 1914 roku, zmuszając wielu Żydów do ucieczki za granicę. Reakcje rosyjskich Żydów na represje były różnorodne. Niektórzy decydowali się na pozostanie w Rosji i stawali się socjalistami. Inni widzieli swoją przyszłość za granicą i emigrowali do Stanów Zjednoczonych. Mniejsza część imigrantów skierowała się do Palestyny rozpoczynając pierwszą aliję. Część Żydów w ogóle nie zauważała zmian zachodzących w świecie, pozostając wiernymi zasadom tradycyjnego judaizmu i nadal mieszkając w Rosji. Jeszcze inni obierali odwrotny kierunek, decydując się na asymilację ze społeczeństwem rosyjskim. W tym złożonym i niezwykle zróżnicowanym środowisku zaczęły oddziaływać idee wczesnego ruchu syjonistycznego, dążącego do utworzenia państwa żydowskiego w Ziemi Izraela. Idee te były początkowo spostrzegane jako forma nacjonalizmu, jednak rodzący się ruch posiadał liczne aspekty religijne, kulturowe i ekonomiczne. Główną cechą charakterystyczną tego nowego ruchu było zachęcanie prześladowanych i dyskryminowanych rosyjskich Żydów do emigracji i osiedlania się w Palestynie, aby poprzez zakładanie osiedli i uprawę ziemi doprowadzić do stworzenia domu narodu żydowskiego.
W dniu 21 stycznia 1882 roku w Charkowie na Ukrainie nastąpiło zawiązanie rdzenia żydowskiej organizacji młodzieżowej Bilu. Jej nazwa była akronimem biblijnego wersetu z Księgi Izajasza 2,5:

Chodźcie, domu Jakuba, postępujmy w światłości Pańskiej! – בית יעקב לכו ונלכה (Bet Jaakow, lechu we-nelcha)

Od początkowych liter tego hasła powstał skrót Bilu (hebr. ביל"ו), który stał się nazwą nowego ruchu. Rdzeń grupy tworzyło początkowo 50 osób, będących głównie studentami o orientacji socjalistycznej. Była ona kierowana przez Izraela Belkinda. Kolejne grupy Bilu powstały w Petersburgu, Moskwie, Mińsku, Odessie, Mikołajowie i innych miastach. Ich członkowie byli nazywani Bilu'im, i pragnęli wyemigrować do Ziemi Izraela. Pierwszym krokiem podjętym przez ruch było wysłanie przedstawicieli do Konstantynopola, aby przeprowadzić negocjacje z brytyjskim dyplomatą Laurence’em Oliphantem i tureckim ministrem Osmanem Nuri-Pasza w sprawie zezwolenia tureckiego rządu na osadnictwo żydowskie w Palestynie. Po tych rozmowach, grupa 14 członków ruchu udała się statkiem „Ceres” do Jafy (dotarli 6 lipca 1882). Wynajęli oni mieszkanie składające się z dwóch pokoi (w jednym pokoju mieszkało 13 mężczyzn, a w drugim pokoju jedna kobieta). Utrzymywali się pracy robotniczej, otrzymywali jednak wsparcie od Charlesa Nettera z organizacji Alliance Israélite Universelle. Z czasem grupa rozrosła się do 25 osób. Gdy 2 października 1882 roku Charles Netter zmarł, grupa pozostała bez wsparcia. Ciężkie warunki życia i niskie płace przyczyniły się do konfliktów oraz wewnętrznego rozłamu. Izrael Belkind i jego bracia zostali zmuszeni do opuszczenia grupy. W listopadzie 1882 roku pozostała grupa rozpoczęła pracę w żydowskiej osadzie Riszon le-Cijjon, założonej przez członków organizacji Chowewej Syjon. Niektórzy z członków osady sprzeciwiali się ich obecności, obawiając się ich świeckości. Jednak w końcu zamieszkali na terenie osady. Pod koniec 1884 roku było 48 Bilu'im, natomiast sam ruch w Rosji przestał funkcjonować. Ci którzy przebywali w Palestynie, znajdowali się w ciężkiej sytuacji ekonomicznej i cierpieli od chorób oraz biedy. Grupa pracująca w rejonie Jerozolimy rozpadła się po dwóch latach. Grupa z Riszon le-Cijjon doczekała się po długim czasie przydzielenia majątku ziemskiego, takiego jak przysługiwał innym rolnikom z osady. Jeszcze inna grupa osiedliła się w osadzie Gedera.
Do najważniejszych przyczyn porażki tego ruchu należało podkreślanie świeckości grup Bilu, co było bardzo rażące dla większości tradycyjnie religijnych Żydów. Ostre sprzeciwianie się konserwatyzmowi starych żydowskich mieszkańców Palestyny, było przyczyną licznych konfliktów i osłabiało możliwość skutecznego oddziaływania. Dołożył się do tego brak wsparcia finansowego ze strony diaspory, ciężkie warunki życia, słabe wynagrodzenia oraz spory wewnętrzne.

## Znaczenie
Ruch Bilu chociaż był niewielką inicjatywą młodych entuzjastycznie nastawionych ludzi, wywarł jednak ważną rolę w procesie kształtowania idei politycznego syjonizmu, dodając do aspektu religijnego i kulturalnego, dodatkowy aspekt socjalistyczny.
Ruch Bilu został uwieczniony przez nadanie nazwy moszawowi Kefar Bilu.